# نلسون ماندلا فروم
نلسون ماندلا فروم (انگلیسی: Nelson Mandela Forum) یک ورزشگاه در فضای باز است که در فلورانس ایتالیا واقع شده‌است. این سالن در سال ۱۹۸۵ افتتاح شد.